# Stylonurus
Stylonurus es un género extinto de euriptérido que vivió en el periodo Devónico Medio, hace 400-390 millones de años. Era un animal marino que caminaba por el fondo.

## Morfología
En cierto sentido era parecido a un escorpión de tierra, con 4 pares de patas; tenía un par de quelíceros tanto el primer par de patas y las tenazas tenían una especie de púas como otras especies de euriptéridos más arcaicas como Mixopterus. Su cola terminaba en un aguijón sin veneno.
Los estilonúridos, que vivieron entre los períodos Ordovícico al Pérmico, eran formas de tamaño variado, con escamas que se asemejaban a tubérculos y prominencias. La prosoma (cabeza) era de tamaño variable, con ojos compuestos arqueados localizados subcentralmente o anteriormente. Sus abdómenes eran delgados. Sus patas eran delgadas y poderosas, a veces provistas de espinas. Muchos géenros de la familia carecían de apéndices natatorios.
Stylonurus se distingue de otros estilonúridos por su superficie más regular, el gran alargamiento del quinto par de patas, que llegaban a alcanzar el telson, el cual era alargado y estiliforme. La prosoma (cabeza) variaba de semiovalada a subrectangular.

## Biota
El estilonuro vivió en los mares del Devónico, donde había gran variedad de crinoideos, placodermos, otros euriptéridos y sarcopterigios. También había tiburones primitivos como Xenacanthus y Cladoselache (que posiblemente se hubieran alimentado de él), así como otras variedades de peces que seguramente debieron servirle de alimento, como los ostracodermos y los acantodios.

## Especies
Este género abarca a dos especies, una de las cuales es de situación incierta:
- Stylonurus powriensis Page, 1856

= Stylonurus ensiformis Woodward, 1864
- ?Stylonurus shaffneri Willard, 1933